# 恩达县
恩达县，中国旧县名。

## 概述
原为喀木地，名恩达寨，1912年，中华民国初置恩达厅，寻改县，属川边特别区域川边道。民国十四年，改属西康特别区域。后建置西康省，县属西康省政府。后废。